# Серайкела-Кхарсаван
Серайкела-Кхарсаван (хинди सराइकेला खरसावाँ जिला; англ. Seraikela Kharsawan) — округ в индийском штате Джаркханд. Образован в 2001 году из части территории округа Западный Сингхбхум. Административный центр — город Серайкела. Площадь округа — 2725 км². По данным всеиндийской переписи 2001 года население округа составляло 848 850 человек. Уровень грамотности взрослого населения составлял 50,7 %, что выше среднеиндийского уровня (59,5 %). Доля городского населения составляла 16,30 %.